# Leptogenys venatrix
Leptogenys venatrix es una especie de hormiga del género Leptogenys, subfamilia Ponerinae.

## Taxonomía
Fue descrita por Forel en 1899.